# Alth
Alth o al-Alth és una vila de l'Iraq al nord de Bagdad entre Ukbara i Samarra a la riba oriental de l'antic curs del Tigris. Al canviar el curs es troba actualment a la riba del Shutayta. Les ruïnes de la ciutat antiga es troben a uns 7 km al nord-oest de la moderna vila.

## Història
L'esmenta Claudi Ptolemeu com Altha. A l'edat mitjana era considerada la frontera nord de l'Iraq, junt amb Harba (la primera a la riba oriental i la segona a la riba occidental del riu Tigris). Era una fundació religiosa establerta en profit dels descendents d'Alí ibn Abi Tàlib. A la seva rodalia i havia un convent anomenat Dayr al-Alth o Dayr al-Adhara.